# Patrick M. Owens
Patrick M. Owens, lateinischer Name Patricius Oenus, (* 20. Jahrhundert) ist ein US-amerikanischer klassischer Philologe, Neolatinist und Lexikograf.

## Leben und Werk
Patrick M. Owens erwarb einen Bachelor-Abschluss an der Fordham University, wo er mit dem „Award for Excellence in the Classics“ ausgezeichnet wurde. Er unterrichtete zunächst an der Fordham Preparatory School, bevor er sich am Institute of Latin Studies der University of Kentucky den M.A. in Klassischer Philologie erwarb. Während dieser Zeit absolvierte er Auslandsstudien bei Pater Reginald Foster in Rom und an der Accademia Vivarium novum in Frascati bei Rom, wo er sich mit neulateinischer Literatur beschäftigte. 2015 schloss er eine Promotion über die Rezeption des Lukretianismus am Pontificium Institutum Altioris Latinitatis der Päpstlichen Universität der Salesianer in Rom ab.
Patrick M. Owens unterrichtet in den Vereinigten Staaten Latein in den Unterrichtssprachen Englisch und Latein auf voruniversitärer wie auf universitärer Ebene. Er organisiert Seminare für gesprochenes Latein und dessen Pädagogik für Lehrende und Studierende. Er forscht aktiv in vielfältigen Bereichen wie der Rezeption lateinischer Epik, mittelalterliche und neulateinische Literatur sowie Patristik und Philosophie.
2017 erhielt Patrick M. Owens den „CAMWS Award for Excellence in College Teaching“ in den Fächern Latein und Altgriechisch am Wyoming Catholic College in Lander (Wyoming). Die Vergabe dieses Preises wurde wie folgt begründet: Erstens holt er seine Schüler dort ab, wo sie sich gerade befinden, – in der Mensa, beim Hochschulsport, bei Filmabenden oder beim Abendessen bei ihm zu Hause. Zweitens setzt er, um den Bedürfnissen seiner Schüler gerecht zu werden,  eine Reihe bewährter Methoden ein, darunter traditionelle lateinische Aufsatzaufgaben, interaktive Videos auf YouTube und lateinische Immersionsausflüge. Drittens erstellt er für Schüler mit besonderen Lernbedürfnissen wie Legasthenie oder Autismus szenische Lesungen des jeweiligen Lehrbuchs, die mittlerweile auch öffentlich zugänglich sind. Schließlich ist es Patrick M. Owens ein Anliegen, dass seine Schüler ihr Sprachstudium als Einführung in ein umfassendes und disziplinübergreifendes Kulturstudium verstehen, das antike und mittelalterliche philosophische Texte, biblische und patristische Literatur sowie die Literatur der klassischen Welt umfasst. Für all diese Anforderung hat Patrick M. Owens Lerntexte verfasst.
Patrick M. Owens wirkt derzeit als Fellow an der Calvin University in Grand Rapids (Michigan). Er ist Mitglied der römischen „Academia Latinitati Fovendae“, einem gemeinnützigen wissenschaftlichen Verein zur Pflege des Lateins als lebendiger Sprache. Seit dem Tod von David Wells Morgan (1959–2013) fungiert Patrick M. Owens als Herausgeber des Neo-Latin Lexicon, eines umfangreichen Wörterbuchs für neulateinischen Wortschatz und moderne umgangssprachliche lateinische Terminologie.